# Бьёрн Мореход
Бьёрн Мореход (также известен как Бьёрн Купец и Бьёрн Харальдссон; норв. Bjørn Farmann или Bjørn Haraldsson; ок. 890 — ок. 930, Сэхейм, Норвегия) — норвежский конунг, сын великого конунга Харальда Прекрасноволосого и Сванхильд. Конунг Вестфольда. Был убит своим единокровным братом Эйриком Кровавой Секирой.

## Биография
Согласно саге, был сыном первого короля Норвегии Харальда Прекрасноволосого и Сванхильд, дочери ярла Эйстейна. Родился около 890 года, хотя точная дата рождения неизвестна. Имел двух родных братьев — Олафа Гейрстадальфа и Рагнара Рюккеля, а также множество единокровных. Когда его отцу, Харальду, было 50 лет (то есть, около 900 года), он разделил Норвегию между своими сыновьями. Бьёрну достался Вестфольд.
В Вестфольде Бьёрн избрал своей резиденцией Сэхейм (современное название Сэм), имение недалеко от Тёнсберга, столицы Вестфольда. Из скандинавских источников известно, что Бьёрн, в отличие от братьев, редко ходил в военные походы. Он предпочитал заниматься торговлей с Данией и Саксонией («Страной саксов» в сагах обычно обозначали Священную Римскую империю), имел свой собственный торговый флот. За страсть к торговле был прозван Мореходом или Купцом. Сага характеризует Бьёрна как умного человека, из которого бы «вышел хороший правитель».

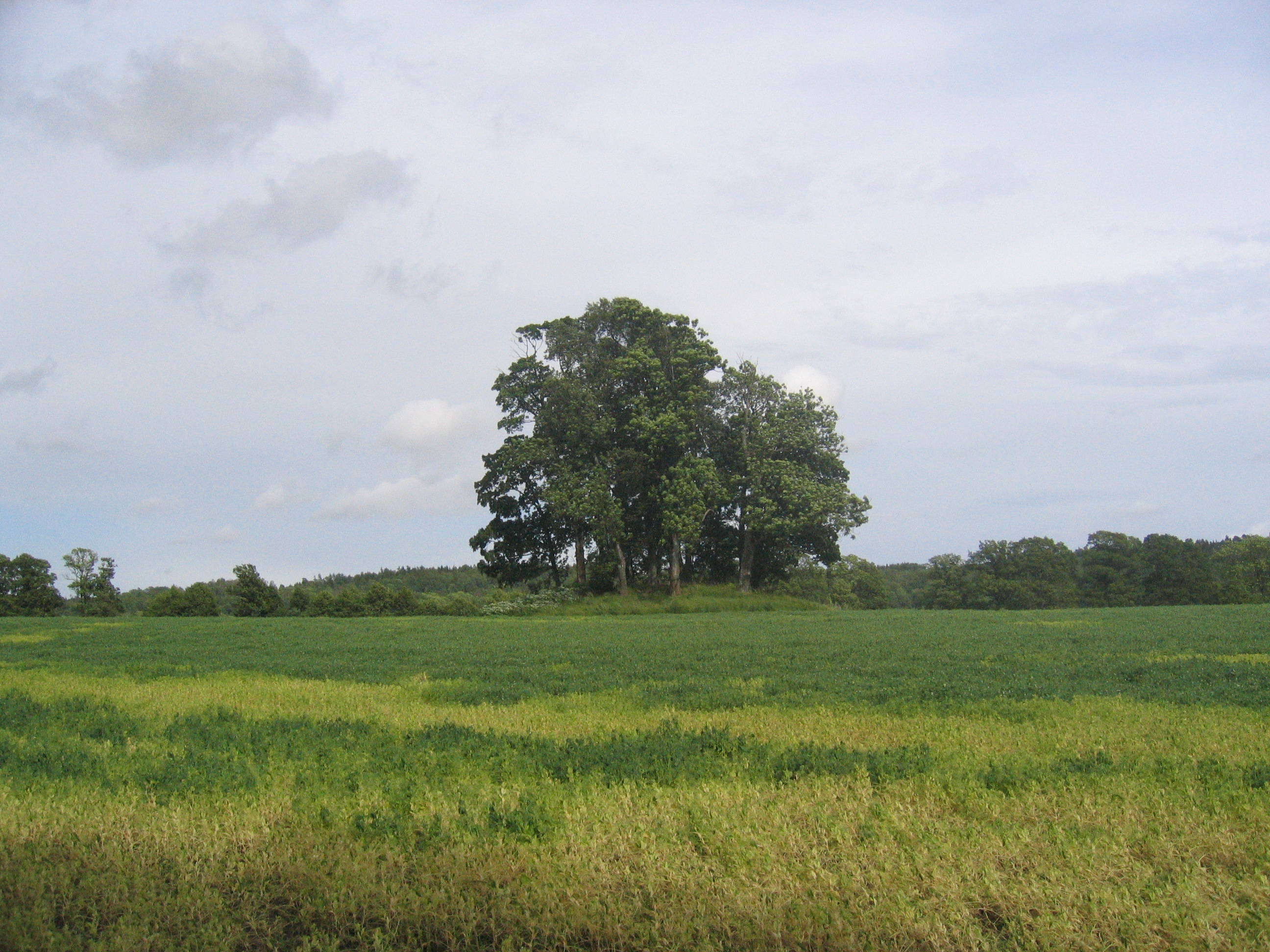
Курган Морехода — предполагаемое место захоронения Бьёрна Морехода

Около 930 года сводный брат Бьёрна, Эйрик I Кровавая Секира, вернувшись из похода, потребовал от Бьёрна отдать ему собранные с земель подати, которые причитались великому конунгу. Однако традиция предусматривала, что Бьёрн сам должен поехать в столицу и передать собранные налоги правителю, а не передавать их через одного из его сыновей. Между Эйриком и Бьёрном произошла ссора. Тогда Эйрик Кровавая Секира собрал вооруженный отряд и ночью напал на Сэхейм. Люди Бьёрна и он сам стали сражаться, но погибли. Точную дату этого события установить сложно. В соответствии с «Сагой о Харальде Прекрасноволосом» гибель Бьёрна Морехода произошла до того, как состарившийся Харальд Прекрасноволосый сделал Эйрика Кровавую Секиру своим соправителем — это произошло, когда Харальду было 80 лет (то есть, около 930 года). Описывая происходящее, автор саги вслед за известием о передаче Харальдом власти Эйрику, свидетельствует, что «после гибели Бьёрна Купца Олав, его брат, стал править Вестфольдом и воспитывать Гудрёда, сына Бьёрна», таким образом, явно показывая, что это убийство произошло раньше. Если принять эту дату, то Бьёрн Мореход не мог быть убит позже 930 года. Однако различные исследователи по-разному датируют события жизни и правления Харальда Прекрасноволосого — конкретные годы в саге не упоминаются, лишь дается указание на возраст конунга. Историки датируют окончание правления Харальда Прекрасноволосого 930-м, 933-м, 933 или даже 945 годом. Это затрудняет понимание, в каком именно году он родился, и в каком ему исполнилось 80 лет.
Считается, что Бьёрн был похоронен в «Кургане Морехода» (Farmannshaugen) в Сэхейме. В 1917—1918 годах в кургане проходили археологические раскопки, но следов захоронения в нем обнаружено не было.
После смерти Бьёрна его владения унаследовал Олаф Харальдссон Гейрстадальф, его родной брат. У Бьёрна Морехода была жена, чьё имя неизвестно и сын, Гудрёд Бьёрнссон, которого после смерти брата воспитывал Олаф Харальдссон. Правнуком Бьёрна Морехода был король Норвегии Олаф II Святой.